# Kyongae Chang
Kyongae Chang (hangul=장경애) (Seúl, 5 de septiembre de 1946) es una astrofísica surcoreana. Sus trabajos más destacado se han centrado en lentes gravitacionales, incluida la lente Chang-Refsdal . 
Chang nació en Seúl. Trabajó como investigadora asociada en binarios astrométricos con los profesores van de Kamp y Heintz en el Observatorio Sproul desde 1969 hasta 1971.  Desde 1975 hasta 1980 trabajó en un Dr. rer. nat en la Universidad de Hamburgo, graduándose con su trabajo en la lente Chang-Refsdal. El resultado principal se publicó en Nature en 1979 inmediatamente después del descubrimiento de la primera lente gravitacional.
Regresó a Corea en 1985 y se convirtió en profesora en la Universidad de Cheongju.